# Euro Racing
Euro Racing était une écurie de sport automobile néerlandaise fondée par Charles Zwolsman Sr. en 1991. Elle a participe au Championnat du monde des voitures de sport de 1991 à 1992 ainsi qu'a quelques épreuves du championnat Interserie et Championnat IMSA GT. Elle a cessé toute activité en 1992 à la suite de l'incarcération de son propriétaire. 

## Histoire

### Saison 1991

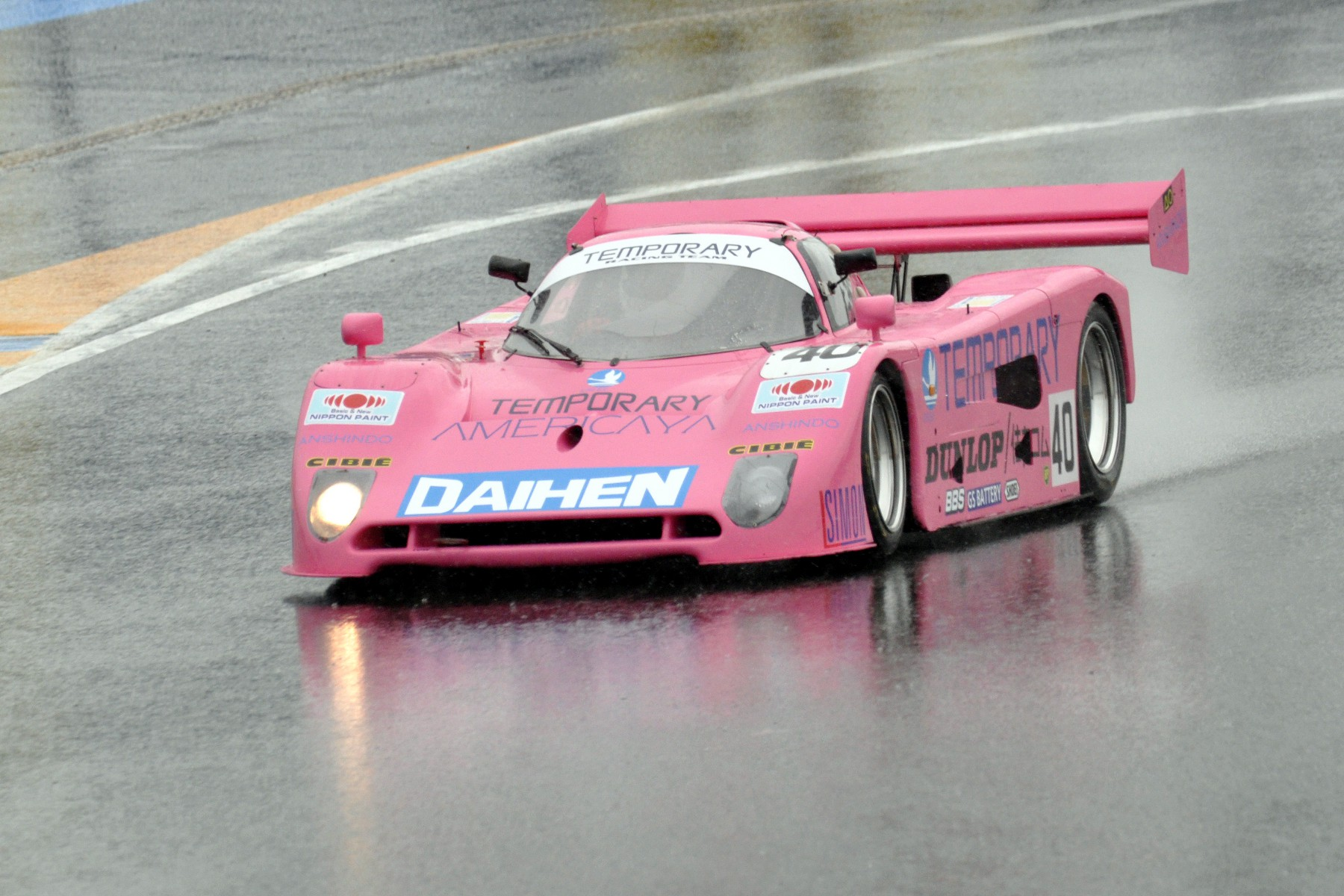
La Spice SE90C inscrite par l'écurie Euro Racing en partenariat avec l'écurie japonaise A.O. Racing lors des 24 Heures du Mans 1991

En 1991, pour sa première année d’existence, l'écurie Euro Racing avait fait l'acquisition de trois Spice SE90C, les châssis SE90-020,, SE90-022, et SE90-023. Les voitures étaient équipées d'un moteur Ford Cosworth DFR 3,5 l V8 Atmo afin de pouvoir concourir dans la catégorie C1 du Championnat du monde des voitures de sport. L’écurie possédait cette année-là du statut d’écurie « semi-officielle » de la marque Spice car Jeff Hazell, le directeur de Spice, était impliqué et présent aux côtés de Mike Franklin, le team-manger de l’écurie. De ce fait, les Spice SE90C bénéficiaient des dernières évolutions trouvées par Graham Humfrys, le dessinateur de Spice, à qui l’on doit tous les modèles du constructeur depuis la SE86C. Cependant les deux châssis étaient différents, la SE90-020 se distinguant par des échappements latéraux. C'est ainsi que l'écurie engagea une voiture dans l'intégralité du Championnat du monde des voitures de sport 1991 avec comme pilote le propriétaire de l'écurie, Charles Zwolsman Sr., et le pilote néerlandais Cor Euser. Pour la première manche du championnat, les 430 kilomètres de Suzuka 1991, la voiture avait effectué le 7e temps des qualifications à plus de 6 secondes de la pole position établie par la Jaguar XJR-14 pilotée par Martin Brundle. Du fait que les 10 premières places sur la grille étaient réservées aux voitures de la catégorie C1, c'est donc en 5e position que la voiture s'élança pour la course. La course se passa de la meilleure des manières car contrairement aux Jaguar XJR-14 et la Sauber Mercedes C291 qui ont rencontré des problèmes de fiabilité dans cette première épreuve du championnat, la voiture a été fiable et l'écurie a fini au pied du podium à 2 tours de la Peugeot 905 victorieuse. Pour la seconde manche, les 430 kilomètres de Monza 1991, La voiture avait de nouveau effectué le 7e temps des qualifications à plus de 6 secondes de la pole position, toujours établie par la Jaguar XJR-14 mais cette fois-ci pilotée par Teo Fabi. La voiture avait été plus rapide en qualification que la Sauber Mercedes C291 pilotée par Karl Wendlinger et Michael Schumacher. Pour la même raison que pour les 430 kilomètres de Suzuka 1991 la voiture de l'écurie est remontée en 5e position sur la grille de départ. Comme lors de la manche précédente, la voiture a été fiable et cela lui a permis de voir le drapeau à damier en 4e position, à plus de quatre tours de la Jaguar XJR-14 victorieuse. Pour la manche suivante, les 430 kilomètres de Silverstone 1991, Charles Zwolsman Sr. a été remplacé par le pilote britannique Richard Piper. Comme lors des manches précédentes, la voiture avait effectué le 7e temps des qualifications. Elle s'élança dans la course de la 6e position pour finir en 5e position. 

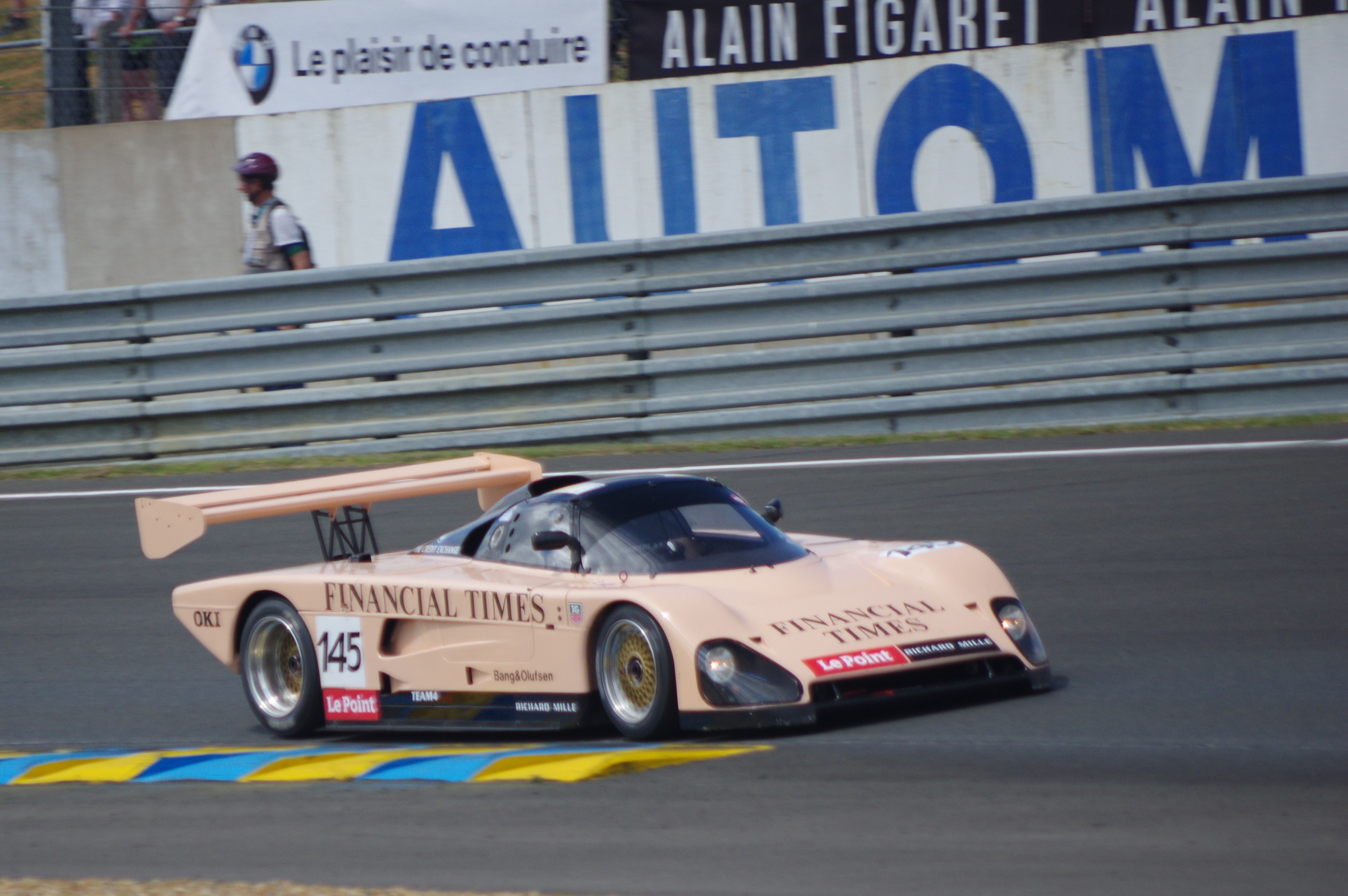
La Spice SE89C inscrite par l'écurie Euro Racing en partenariat avec l'écurie britannique Chamberlain Engineering lors des 24 Heures du Mans 1991

La manche suivante du championnat, les 24 Heures du Mans ont été particulières pour l'écurie. En effet, toute écurie engagée dans l'intégralité du championnat avait la possibilité d'inscrire un nombre illimité de voitures. Pour cette raison, en plus de la Spice SE90C inscrite, 6 voitures supplémentaires avaient été inscrites. Nous y retrouvonsː

- La Spice SE90C n°40 inscrite en collaboration avec l'écurie japonaise A.O. Racing,

- La Spice SE90C n°41 inscrite en collaboration avec l'écurie japonaise Team Fedco,

- La Spice SE88P n°41 inscrite en collaboration avec l'écurie britannique Classic Racing,

- La Spice SE89C n°43 inscrite en collaboration avec l'écurie britannique PC Automotive,

- La Spice SE89C n°44 inscrite en collaboration avec l'écurie britannique Chamberlain Engineering,

- La Spice SE89C n°45 inscrite en collaboration avec l'écurie britannique Chamberlain Engineering,

L'équipage Charles Zwolsman Sr. et Cor Euser a été rejoint par le pilote britannique Tim Harvey (en). La voiture avait effectué le 15e temps des qualifications à plus de 14 secondes de la pole position établie par la Sauber Mercedes C11 pilotée par Jean-Louis Schlesser. Elle s'élança dans la course de la 3e position. Malheureusement, pour un problème de moteur, la voiture dut abandonner à la 6e heure de course. Cela a été la dernière sortie du châssis SE90-022 car à partir de ce moment, seul le châssis SE90-020 fut utilisé par l'écurie. Pour les 430 kilomètres du Nürburgring 1991, la voiture avait effectué le 9e temps des qualifications. Cette régression sur la grille a été due au fait qu'à partir de cette manche, l'écurie Sauber engageait Sauber Mercedes C291 répondant à la catégorie C1 et non une comme lors des premières épreuves. Elle s'élança dans la course de la 7e position pour abandonner sur une nouvelle casse moteur au bout de 47 tours. Durant cette épreuve du championnat, Lola avait présenté sa dernière création, la Lola T92/10. Cette voiture a particulièrement retenu l'attention de Charles Zwolsman Sr. qui avait placé une commande pour 2 voitures pour le championnat Championnat du monde des voitures de sport 1992. Pour les 430 kilomètres de Magny-Cours 1991, l'écurie, en plus de la voiture n°8, avait inscrit une seconde Spice SE90C, la n°61, qui fut confiée aux pilotes français Henri Pescarolo et Jean-Louis Ricci. La voiture n°8 avait effectué le 9e temps des qualifications et la n°61 le 13e temps. Elles s'élancèrent respectivement dans la course en 8e position et en 9e position. La fiabilité ayant été au rendez-vous pour la n°8 et la voiture a fini une nouvelle fois au pied du podium, à 6 tours de la Peugeot 905 Evo 1B victorieuse. La n°61, quant à elle, avait dû abandonner pour cause de problème avec l'arbre de transmission au 70e tour. Pour les 430 kilomètres de Mexico 1991, avec une altitude qui ne favorise pas les Moteur atmosphérique, la voiture avait effectué le 10e temps des qualifications. Elle s'élança dans la course de la 7e position. La fiabilité ayant été au rendez vous, la voiture a fini de nouveau au pied du podium, à 6 tours de la Peugeot 905 Evo 1B victorieuse. Pour la dernière manche de la saison, les 430 kilomètres d'Autopolis 1991, l'écurie avait de nouveau engagé deux Spice SE90C. La seconde d'entre elles, la n°61, fut confiée au pilote sud-africain Wayne Taylor et au pilote japonais Hideshi Matsuda (en). La voiture n°8 avait effectué le 9e temps des qualifications et la n°61 le 13e temps. Elles s'élancèrent respectivement dans la course en 9e position et en 13e position. La n°8 a fini en 7e position, à 6 tours de la Sauber Mercedes C291 victorieuse. La n°61, quant à elle, avait dû abandonner pour cause de problème d'embrayage au 3e tour. À l'issue de cette première saison dans Championnat du monde des voitures de sport, l'écurie Euro Racing a fini le championnat en 4e position derrière les écuries d'usine Silk Cut Jaguar, Peugeot Talbot Sport et Team Sauber Mercedes mais devant Mazdaspeed.

### Saison 1992

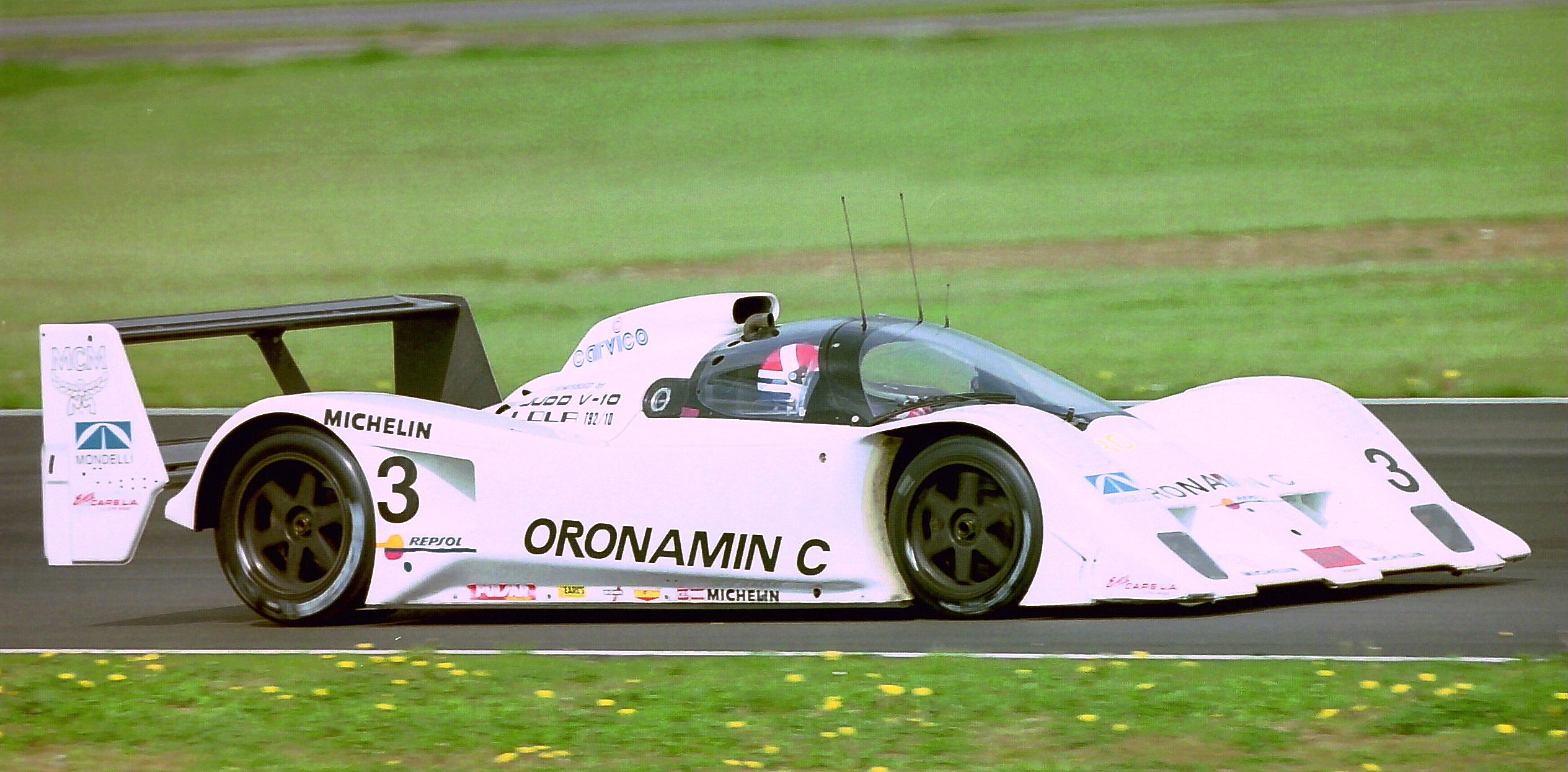
La Lola T92/10 n°3 de l'écurie Euro Racing pilotée par Cor Euser et Charles Zwolsman Sr. lors des 430 kilomètres de Silverstone 1991

En 1992, pour sa seconde saison d'existence, l'écurie Euro Racing avait réceptionné les deux Lola T92/10, les châssis HU01 et HU02, qu'elle avait commandé l'année précédente lors des 430 kilomètres du Nürburgring.Les voitures étaent équipées d'un moteur Judd GV10 3,5 l V10 Atmo afin de pouvoir concourir dans la catégorie C1 du Championnat du monde des voitures de sport.

## Résultats en compétition automobile

### Championnat du monde des voitures de sport
| Année | no | Voiture     | Moteur                          | Classe | Pneus | 1        | 2        | 3        | 4        | 5        | 6     | 7     | 8     | Total | Pos. |
| ----- | -- | ----------- | ------------------------------- | ------ | ----- | -------- | -------- | -------- | -------- | -------- | ----- | ----- | ----- | ----- | ---- |
| 1991  | 8  | Spice SE90C | Ford Cosworth DFR 3,5 l V8 Atmo | C1     | G     | SUZ 4    | MON 4    | SIL 5    | LMS Abd. | NUR Abd. | MAG 4 | MEX 4 | AUT 7 | 54    | 4e   |
| 1992  | 3  | Lola T92/10 | Judd GV10 3,5 l V10 Atmo        | C1     | M     | MON Abd. | SIL Abd. | LMS Abd. | DON Abd. | SUZ 5    | MAG   |       |       | 26    | 5e   |
| 1992  | 4  | Lola T92/10 | Judd GV10 3,5 l V10 Atmo        | C1     | M     | MON Np.  | SIL Dsq  | LMS 13   | DON 4    | SUZ Abd. | MAG   |       |       | 26    | 5e   |

## Palmarès
- Interserie
  - Victoire au Mugello en 1992

## Pilotes
- Phil Andrews (en) (1992)
- Cor Euser (1991-1992)
- Heinz-Harald Frentzen (1992)
- Tim Harvey (en) (1991)
- Stefan Johansson (1992)
- Syunji Kasuya (en) (1992)
- Hideshi Matsuda (en) (1991-1992)
- Jesús Pareja (1992)
- Henri Pescarolo (1991)
- Richard Piper (1991)
- Jean-Louis Ricci (1991)
- Wayne Taylor (1991)
- David Tennyson (1992)
- Charles Zwolsman Sr. (1991-1992)